# Championnat d'Europe féminin de handball 2014
Navigation
Serbie 2012 Suède 2016
La 11e édition du Championnat d'Europe féminin de handball se déroule du 7 au 21 décembre 2014 en Hongrie et en Croatie. 
La Hongrie a déjà accueilli l'édition 2004 où la Norvège est sortie vainqueur de la compétition en battant le Danemark. En revanche, c'est la première fois que la Croatie organise cette compétition. La Hongrie a déjà remporté la compétition en 2000 tandis que le meilleur résultat de la Croatie est une cinquième place lors de la première édition en 1994.
Dépossédée de son titre par le Monténégro en 2012 après quatre consécrations consécutives, la Norvège reprend sa couronne en battant l'Espagne en finale. La Suède, emmenée par Isabelle Gulldén élue meilleure joueuse et meilleure buteuse de la compétition, remporte la médaille de bronze aux dépens du Monténégro.

## Présentation

### Villes hôtes
Trois villes dans chaque pays ont été sélectionnées pour accueillir ce championnat d'Europe. La phase de poules se déroule dans deux villes hongroises, Győr (groupe A) et Debrecen (groupe B) ainsi que dans deux autres villes croates, Varaždin (groupe C) et Osijek (groupe D). Le tour principal a également lieu à Debrecen ainsi que dans la capitale croate, Zagreb. Enfin, la phase à élimination directe et les finales s'est jouée à Budapest, dans la Papp László Budapest Sportaréna.
| Budapest Győr Debrecen |

| Zagreb Varaždin Osijek |

### Qualifications

Équipes participantes

Les seize équipes qualifiées sont :
| Pays qualifié | Parcours              | Date de la qualification | Apparition(s) précédente(s) dans la compétition | Apparition(s) précédente(s) dans la compétition              | Meilleur(s) résultat(s)                                                      |
| ------------- | --------------------- | ------------------------ | ----------------------------------------------- | ------------------------------------------------------------ | ---------------------------------------------------------------------------- |
| Croatie       | Pays organisateur     | 9 avril 2011             | 7                                               | 1994, 1996, 2004, 2006, 2008, 2010 et 2012                   | 5e place en 1994                                                             |
| Hongrie       | Pays organisateur     | 9 avril 2011             | 10                                              | 1994, 1996, 1998, 2000, 2002, 2004, 2006, 2008, 2010 et 2012 | Vainqueur en 2000 · 3e place en 1998, 2004 et 2012                           |
| Norvège       | Vainqueur du groupe 6 | 26 mars 2014             | 10                                              | 1994, 1996, 1998, 2000, 2002, 2004, 2006, 2008, 2010 et 2012 | Vainqueur en 1998, 2004, 2006, 2008 et 2010 · 2e place en 1996, 2002 et 2012 |
| France        | Vainqueur du groupe 2 | 29 mars 2014             | 7                                               | 2000, 2002, 2004, 2006, 2008, 2010 et 2012                   | 3e place en 2002 et 2006                                                     |
| Russie        | Deuxième du groupe 7  | 29 mars 2014             | 10                                              | 1994, 1996, 1998, 2000, 2002, 2004, 2006, 2008, 2010 et 2012 | 2e place en 2006 · 3e place en 2000 et 2008                                  |
| Monténégro    | Vainqueur du groupe 3 | 30 mars 2014             | 2                                               | 2010 et 2012                                                 | Vainqueur en 2012                                                            |
| Danemark      | Vainqueur du groupe 1 | 4 juin 2014              | 10                                              | 1994, 1996, 1998, 2000, 2002, 2004, 2006, 2008, 2010 et 2012 | Vainqueur en 1994, 1996 et 2002 · 2e place en 1998 et 2004                   |
| Allemagne     | Vainqueur du groupe 7 | 11 juin 2014             | 10                                              | 1994, 1996, 1998, 2000, 2002, 2004, 2006, 2008, 2010 et 2012 | 2e place en 1994                                                             |
| Slovaquie     | Deuxième du groupe 2  | 11 juin 2014             | 1                                               | 1994                                                         | 12e place en 1994                                                            |
| Espagne       | Vainqueur du groupe 4 | 11 juin 2014             | 7                                               | 1998, 2002, 2004, 2006, 2008, 2010 et 2012                   | 3e place en 2008                                                             |
| Suède         | Vainqueur du groupe 5 | 11 juin 2014             | 8                                               | 1994, 1996, 2002, 2004, 2006, 2008, 2010 et 2012             | 2e place en 2010                                                             |
| Pays-Bas      | Deuxième du groupe 4  | 12 juin 2014             | 4                                               | 1998, 2002, 2006 et 2010                                     | 8e place en 2010                                                             |
| Pologne       | Deuxième du groupe 3  | 14 juin 2014             | 3                                               | 1996, 1998 et 2006                                           | 5e place en 1998                                                             |
| Roumanie      | Deuxième du groupe 6  | 15 juin 2014             | 9                                               | 1994, 1996, 1998, 2000, 2002, 2004, 2008, 2010 et 2012       | 3e place en 2010                                                             |
| Serbie        | Deuxième du groupe 5  | 15 juin 2014             | 7                                               | 2000, 2002, 2004,2006, 2008, 2010 et 2012                    | 4e place en 2012                                                             |
| Ukraine       | Deuxième du groupe 1  | 15 juin 2014             | 10                                              | 1994, 1996, 1998, 2000, 2002, 2004, 2006, 2008, 2010 et 2012 | 2e place en 2000                                                             |

### Répartition des chapeaux du tour préliminaire
| Chapeau 1  | Chapeau 2 | Chapeau 3 | Chapeau 4 |
| ---------- | --------- | --------- | --------- |
| Hongrie    | Danemark  | Croatie   | Slovaquie |
| Monténégro | France    | Roumanie  | Ukraine   |
| Norvège    | Allemagne | Russie    | Pologne   |
| Suède      | Espagne   | Serbie    | Pays-Bas  |

La Hongrie était placée d'office dans le Groupe A, le Danemark dans le Groupe B, la Croatie dans le Groupe C et la Slovaquie dans le groupe D.

### Arbitres
Les 12 paires arbitres appelées sont toutes d'une nationalité différente :
- Charlotte et Julie Bonaventura ;
- Dalibor Jurinović / Marko Mrvica ;
- Jiří Opava / Pavel Válek ;
- Dennis Engkebølle Stenrand / Anders Kaerlund Birch ;
- Andreu Marín Lorente / Ignacio García Serradilla ;
- Péter Horváth / Balázs Márton ;
- Robert Schulze / Tobias Tönnies ;
- Kjersti Arntsen / Guro Røen ;
- Diana Carmen Florescu / Anamaria Stoia ;
- Evgueni Zotine / Nikolaï Volodkov ;
- Peter Brunovský / Vladimír Čanda ;
- Kürşad Erdoğan / İbrahim Özdeniz.

### Format
Toutes les équipes devront jouer les matchs de qualification sauf la Hongrie et Croatie (pays organisateurs). Les 26 équipes sont réparties en sept groupes. Les deux premières équipes de chaque groupe sont qualifiées pour le tour préliminaire. 
- Tour préliminaire : les 16 équipes sont réparties en quatre groupes de quatre. Les trois premières équipes de chaque groupe sont qualifiées pour le tour principal.
- Tour principal : les 12 équipes sont divisées en deux groupes de six. Les deux premières équipes de chaque groupe jouent les demi-finales tandis que les deux équipes qui arrivent troisième jouent le match pour la 5e et 6e place.
- Demi-finale et finale : les 4 équipes restantes jouent les demi-finales. Les perdants disputent le match pour la 3e et 4e place. Les gagnants jouent la finale.

## Tour préliminaire
Les trois premières équipes de chaque groupe sont qualifiées pour le tour principal et conservent les points acquis contre les deux autres équipes qualifiées.
Légende
- Qualification pour le tour principal
- Élimination

| Groupe A (Győr) |         |     |   |   |   |   |    |    |      |    |
|                 | Équipe  | Pts | J | G | N | P | BP | BC | Diff | DP |
| 1               | Espagne | 6   | 3 | 3 | 0 | 0 | 81 | 72 | +9   |    |
| 2               | Hongrie | 3   | 3 | 1 | 1 | 1 | 84 | 79 | +5   |    |
| 3               | Pologne | 2   | 3 | 1 | 0 | 2 | 74 | 84 | -10  |    |
| 4               | Russie  | 1   | 3 | 0 | 1 | 2 | 79 | 83 | -4   |    |

| 7 déc - 18:00  | Espagne | 29 | 22 | Pologne |
| 7 déc - 20:30  | Hongrie | 29 | 29 | Russie  |
| 9 déc - 18:15  | Russie  | 24 | 25 | Espagne |
| 9 déc - 20:30  | Hongrie | 29 | 23 | Pologne |
| 11 déc - 18:15 | Russie  | 26 | 29 | Pologne |
| 11 déc - 20:30 | Hongrie | 26 | 27 | Espagne |

| Groupe B (Debrecen) |          |     |   |   |   |   |    |    |      |    |
|                     | Équipe   | Pts | J | G | N | P | BP | BC | Diff | DP |
| 1                   | Norvège  | 6   | 3 | 3 | 0 | 0 | 88 | 63 | +25  |    |
| 2                   | Danemark | 3   | 3 | 1 | 1 | 1 | 82 | 79 | +3   | 0  |
| 3                   | Roumanie | 3   | 3 | 1 | 1 | 1 | 71 | 78 | -7   | 0  |
| 4                   | Ukraine  | 0   | 3 | 0 | 0 | 3 | 68 | 89 | -21  |    |

| 7 déc - 18:15  | Norvège  | 27 | 19 | Roumanie |
| 7 déc - 20:30  | Danemark | 32 | 23 | Ukraine  |
| 9 déc - 18:15  | Danemark | 29 | 29 | Roumanie |
| 9 déc - 20:30  | Norvège  | 34 | 23 | Ukraine  |
| 11 déc - 18:15 | Roumanie | 23 | 22 | Ukraine  |
| 11 déc - 20:30 | Norvège  | 27 | 21 | Danemark |

| Groupe C (Varaždin) |           |     |   |   |   |   |    |    |      |    |
|                     | Équipe    | Pts | J | G | N | P | BP | BC | Diff | DP |
| 1                   | Suède     | 5   | 3 | 2 | 1 | 0 | 99 | 90 | +9   |    |
| 2                   | Pays-Bas  | 3   | 3 | 1 | 1 | 1 | 86 | 87 | -1   |    |
| 3                   | Allemagne | 2   | 3 | 1 | 0 | 2 | 84 | 92 | -8   | +2 |
| 4                   | Croatie   | 2   | 3 | 1 | 0 | 2 | 83 | 83 | 0    | -2 |

| 8 déc - 18:00  | Allemagne | 26 | 29 | Pays-Bas  |
| 8 déc - 20:15  | Suède     | 30 | 28 | Croatie   |
| 10 déc - 18:00 | Suède     | 30 | 30 | Pays-Bas  |
| 10 déc - 20:15 | Allemagne | 26 | 24 | Croatie   |
| 12 déc - 18:00 | Suède     | 39 | 32 | Allemagne |
| 12 déc - 20:15 | Croatie   | 31 | 27 | Pays-Bas  |

| Groupe D (Osijek) |            |     |   |   |   |   |    |    |      |    |
|                   | Équipe     | Pts | J | G | N | P | BP | BC | Diff | DP |
| 1                 | France     | 6   | 3 | 3 | 0 | 0 | 72 | 54 | +18  |    |
| 2                 | Monténégro | 4   | 3 | 2 | 0 | 1 | 70 | 67 | +3   |    |
| 3                 | Slovaquie  | 2   | 3 | 1 | 0 | 2 | 65 | 70 | -5   |    |
| 4                 | Serbie     | 0   | 3 | 0 | 0 | 3 | 56 | 72 | -16  |    |

| 8 déc - 18:00  | France     | 21 | 18 | Slovaquie |
| 8 déc - 20:15  | Monténégro | 22 | 19 | Serbie    |
| 10 déc - 18:00 | France     | 27 | 16 | Serbie    |
| 10 déc - 20:15 | Monténégro | 28 | 24 | Slovaquie |
| 12 déc - 18:00 | Monténégro | 20 | 24 | France    |
| 12 déc - 20:15 | Serbie     | 21 | 23 | Slovaquie |

## Tour principal
Les deux premiers classés de chaque groupe sont qualifiés pour les demi-finales. Les troisièmes disputent un match pour la 5e place.
En cas d'égalité de point entre deux équipes, le goal-average particulier s'applique pour les départager. Si les deux équipes restent à égalité, on compare le goal-average général.
Légende
- Qualification pour les demi-finales
- Qualification pour le match pour la 5e place
- Élimination

### Groupe I
| Poule I (Debrecen) |          |     |   |   |   |   |     |     |      |    |
|                    | Équipe   | Pts | J | G | N | P | BP  | BC  | Diff | DP |
| 1                  | Norvège  | 8   | 5 | 4 | 0 | 1 | 134 | 119 | +15  |    |
| 2                  | Espagne  | 6   | 5 | 3 | 0 | 2 | 131 | 121 | +10  | +1 |
| 3                  | Hongrie  | 6   | 5 | 3 | 0 | 2 | 124 | 117 | +7   | -1 |
| 4                  | Danemark | 5   | 5 | 2 | 1 | 2 | 123 | 124 | -1   | 0  |
| 5                  | Roumanie | 5   | 5 | 2 | 1 | 2 | 113 | 115 | -2   | 0  |
| 6                  | Pologne  | 0   | 5 | 0 | 0 | 5 | 107 | 136 | -29  |    |

|                |         |  |    |    |  |          |
| 13 déc - 16h00 | Pologne |  | 19 | 28 |  | Danemark |
| 13 déc - 18h15 | Espagne |  | 26 | 29 |  | Norvège  |
| 13 déc - 20h30 | Hongrie |  | 20 | 19 |  | Roumanie |
| 15 déc - 16h00 | Espagne |  | 20 | 22 |  | Roumanie |
| 15 déc - 18h15 | Pologne |  | 24 | 26 |  | Norvège  |
| 15 déc - 20h30 | Hongrie |  | 20 | 23 |  | Danemark |
| 17 déc - 16h00 | Pologne |  | 19 | 24 |  | Roumanie |
| 17 déc - 18h15 | Espagne |  | 29 | 22 |  | Danemark |
| 17 déc - 20h30 | Hongrie |  | 29 | 25 |  | Norvège  |

### Groupe II
| Poule II (Zagreb) |            |     |   |   |   |   |     |     |      |    |
|                   | Équipe     | Pts | J | G | N | P | BP  | BC  | Diff | DP |
| 1                 | Monténégro | 8   | 5 | 4 | 0 | 1 | 136 | 124 | +12  |    |
| 2                 | Suède      | 7   | 5 | 3 | 1 | 1 | 158 | 140 | +18  | +3 |
| 3                 | France     | 7   | 5 | 3 | 1 | 1 | 115 | 109 | +6   | -3 |
| 4                 | Pays-Bas   | 5   | 5 | 2 | 1 | 2 | 134 | 127 | +7   |    |
| 5                 | Allemagne  | 3   | 5 | 1 | 1 | 3 | 138 | 141 | -3   |    |
| 6                 | Slovaquie  | 0   | 5 | 0 | 0 | 5 | 106 | 146 | -40  |    |

|                |           |  |    |    |  |            |
| 14 déc - 15h45 | Allemagne |  | 20 | 27 |  | Monténégro |
| 14 déc - 18h00 | Suède     |  | 29 | 26 |  | France     |
| 14 déc - 20h15 | Pays-Bas  |  | 30 | 20 |  | Slovaquie  |
| 16 déc - 15h45 | Pays-Bas  |  | 27 | 31 |  | Monténégro |
| 16 déc - 18h00 | Suède     |  | 31 | 22 |  | Slovaquie  |
| 16 déc - 20h15 | Allemagne |  | 24 | 24 |  | France     |
| 17 déc - 15h45 | Suède     |  | 29 | 30 |  | Monténégro |
| 17 déc - 18h00 | Allemagne |  | 36 | 22 |  | Slovaquie  |
| 17 déc - 20h15 | Pays-Bas  |  | 18 | 20 |  | France     |

## Phase finale
La phase finale se dispute dans la Papp László Aréna à Budapest.
|                          | Match pour la 5e place |    |
| 19 déc - 15h30, Budapest |                        |    |
|                          | Hongrie                | 25 |
|                          | France                 | 26 |

|  | Demi-finales             | Demi-finales             |                        |    | Finale                   | Finale                   |
|  | Demi-finales             | Demi-finales             |                        |    | Finale                   | Finale                   |
|  |                          |                          |                        |    |                          |                          |
|  | 19 déc - 18h00, Budapest | 19 déc - 18h00, Budapest |                        |    | 21 déc - 18h00, Budapest | 21 déc - 18h00, Budapest |
|  | 19 déc - 18h00, Budapest | 19 déc - 18h00, Budapest |                        |    | 21 déc - 18h00, Budapest | 21 déc - 18h00, Budapest |
|  | Monténégro               | 18                       |                        |    | 21 déc - 18h00, Budapest | 21 déc - 18h00, Budapest |
|  | Monténégro               | 18                       |                        |    | 21 déc - 18h00, Budapest | 21 déc - 18h00, Budapest |
|  | Espagne                  | 19                       |                        |    | 21 déc - 18h00, Budapest | 21 déc - 18h00, Budapest |
|  | Espagne                  | 19                       | Espagne                | 25 |                          |                          |
|  | 19 déc - 20h30, Budapest |                          | Espagne                | 25 |                          |                          |
|  |                          | Norvège                  | 28                     |    |                          |                          |
|  | Norvège                  | Norvège                  | 28                     | 29 |                          |                          |
|  | Norvège                  |                          |                        | 29 |                          |                          |
|  | Suède                    | 25                       |                        |    |                          |                          |
|  | Suède                    | 25                       | Match pour la 3e place |    |                          |                          |
|  |                          |                          |                        |    |                          |                          |
|  | 21 déc - 15h30, Budapest |                          |                        |    |                          |                          |
|  |                          |                          |                        |    |                          |                          |
|  | Monténégro               | 23                       |                        |    |                          |                          |
|  | Monténégro               | 23                       |                        |    |                          |                          |
|  | Suède                    | 25                       |                        |    |                          |                          |
|  | Suède                    | 25                       |                        |    |                          |                          |

### Finale
| 21 décembre 2014 18h00 | Norvège                           | 28 - 25      | Espagne                                                     | Papp László Budapest Sportaréna, Budapest Affluence : 7 500 Arbitrage : Charlotte et Julie Bonaventura |
| 21 décembre 2014 18h00 | Linn-Kristin Riegelhuth Koren, 10 | (10 - 12)    | Nerea Pena, 10                                              | Papp László Budapest Sportaréna, Budapest Affluence : 7 500 Arbitrage : Charlotte et Julie Bonaventura |
| 21 décembre 2014 18h00 | ×3 ×4                             | Rapport[PDF] | ×4 * ×5 · * dont un pour l'entraîneur espagnol Jorge Dueñas | Papp László Budapest Sportaréna, Budapest Affluence : 7 500 Arbitrage : Charlotte et Julie Bonaventura |

| Norvège | Espagne |

| Composition:       |     |    |                               |       |   |
|                    | GB  | 12 | Silje Solberg                 | 15/37 |   |
|                    | GB  | 16 | Emily Stang Sando             | 2/5   |   |
|                    | ARG | 2  | Betina Riegelhuth             | 2/2   |   |
|                    | ARG | 3  | Emilie Hegh Arntzen           |       |   |
|                    | ARG | 4  | Veronica Kristiansen          | 1/1   |   |
|                    | ARG | 5  | Ida Alstad                    | 1/3   |   |
|                    | P   | 6  | Heidi Løke                    | 2/5   |   |
|                    | DC  | 8  | Karoline Dyhre Breivang       |       |   |
|                    | ARD | 9  | Nora Mørk                     | 7/9   |   |
|                    | DC  | 10 | Stine Bredal Oftedal          | 2/7   |   |
|                    | ARD | 14 | Ida Bjørndalen                |       |   |
|                    | ALD | 18 | Linn-Kristin Riegelhuth Koren | 10/10 |   |
|                    | ARD | 20 | Maja Jakobsen                 | 0/2   |   |
|                    | ALG | 23 | Camilla Herrem                | 0/2   |   |
|                    | ALG | 24 | Sanna Solberg                 | 3/4   |   |
|                    | P   | 26 | Pernille Wibe                 |       | • |
| Sélectionneur :    |     |    |                               |       |   |
| Thorir Hergeirsson |     |    |                               |       |   |

| Graphique montrant l'évolution globale du score |                |        |
| 28/45                                           | Buts marqués   | 25/49  |
| 62.2%                                           | % réussite     | 51.0 % |
| 6/7                                             | Jets de 7 m    | 6/10   |
| 12                                              | Balles perdues | 10     |
| 8 min                                           | Suspensions    | 10 min |
| 3                                               | Cartons jaunes | 4      |
| 0                                               | Cartons rouges | 0      |
| 17/42                                           | Arrêts         | 11/39  |
| 40.5%                                           | % d'arrêts     | 28.2 % |

| Composition:    |     |    |                     |       |   |
|                 | GB  | 12 | Silvia Navarro      | 11/39 |   |
|                 | GB  | 86 | Ana Temprano        |       |   |
|                 | ALD | 2  | Marta López Herrero |       |   |
|                 | ALD | 4  | Carmen Martín       | 4/9   |   |
|                 | P   | 5  | María Núñez         |       |   |
|                 | ARG | 7  | Beatriz Fernández   | 0/2   |   |
|                 | ARD | 9  | Marta Mangué        | 3/9   |   |
|                 | DC  | 10 | Macarena Aguilar    | 2/3   |   |
|                 | P   | 14 | Elisabeth Chávez    | 1/1   |   |
|                 | ALG | 17 | Elisabeth Pinedo    | 1/4   |   |
|                 | DC  | 22 | Beatriz Escribano   |       |   |
|                 | ARG | 25 | Nerea Pena          | 10/14 |   |
|                 | ARG | 27 | Lara González       |       |   |
|                 | ARG | 30 | Patricia Elorza     |       |   |
|                 | ALG | 35 | Naiara Egozkue      | 0/1   |   |
|                 | ARG | 86 | Alexandrina Cabral  | 4/6   | • |
| Sélectionneur : |     |    |                     |       |   |
| Jorge Dueñas    |     |    |                     |       |   |

| Composition:       |     |    |                               |       |   |
|                    | GB  | 12 | Silje Solberg                 | 15/37 |   |
|                    | GB  | 16 | Emily Stang Sando             | 2/5   |   |
|                    | ARG | 2  | Betina Riegelhuth             | 2/2   |   |
|                    | ARG | 3  | Emilie Hegh Arntzen           |       |   |
|                    | ARG | 4  | Veronica Kristiansen          | 1/1   |   |
|                    | ARG | 5  | Ida Alstad                    | 1/3   |   |
|                    | P   | 6  | Heidi Løke                    | 2/5   |   |
|                    | DC  | 8  | Karoline Dyhre Breivang       |       |   |
|                    | ARD | 9  | Nora Mørk                     | 7/9   |   |
|                    | DC  | 10 | Stine Bredal Oftedal          | 2/7   |   |
|                    | ARD | 14 | Ida Bjørndalen                |       |   |
|                    | ALD | 18 | Linn-Kristin Riegelhuth Koren | 10/10 |   |
|                    | ARD | 20 | Maja Jakobsen                 | 0/2   |   |
|                    | ALG | 23 | Camilla Herrem                | 0/2   |   |
|                    | ALG | 24 | Sanna Solberg                 | 3/4   |   |
|                    | P   | 26 | Pernille Wibe                 |       | • |
| Sélectionneur :    |     |    |                               |       |   |
| Thorir Hergeirsson |     |    |                               |       |   |

| Graphique montrant l'évolution globale du score |                |        |
| 28/45                                           | Buts marqués   | 25/49  |
| 62.2%                                           | % réussite     | 51.0 % |
| 6/7                                             | Jets de 7 m    | 6/10   |
| 12                                              | Balles perdues | 10     |
| 8 min                                           | Suspensions    | 10 min |
| 3                                               | Cartons jaunes | 4      |
| 0                                               | Cartons rouges | 0      |
| 17/42                                           | Arrêts         | 11/39  |
| 40.5%                                           | % d'arrêts     | 28.2 % |

| Composition:    |     |    |                     |       |   |
|                 | GB  | 12 | Silvia Navarro      | 11/39 |   |
|                 | GB  | 86 | Ana Temprano        |       |   |
|                 | ALD | 2  | Marta López Herrero |       |   |
|                 | ALD | 4  | Carmen Martín       | 4/9   |   |
|                 | P   | 5  | María Núñez         |       |   |
|                 | ARG | 7  | Beatriz Fernández   | 0/2   |   |
|                 | ARD | 9  | Marta Mangué        | 3/9   |   |
|                 | DC  | 10 | Macarena Aguilar    | 2/3   |   |
|                 | P   | 14 | Elisabeth Chávez    | 1/1   |   |
|                 | ALG | 17 | Elisabeth Pinedo    | 1/4   |   |
|                 | DC  | 22 | Beatriz Escribano   |       |   |
|                 | ARG | 25 | Nerea Pena          | 10/14 |   |
|                 | ARG | 27 | Lara González       |       |   |
|                 | ARG | 30 | Patricia Elorza     |       |   |
|                 | ALG | 35 | Naiara Egozkue      | 0/1   |   |
|                 | ARG | 86 | Alexandrina Cabral  | 4/6   | • |
| Sélectionneur : |     |    |                     |       |   |
| Jorge Dueñas    |     |    |                     |       |   |

## Vainqueur
| Champion d'Europe 2014 Norvège 6e victoire |

## Classement final
Le classement final est établi selon les critères suivants :
- Place 1 à 4 : selon les résultats de la finale et du match pour la 3e place
- Place 5 et 6 : selon le résultat du match de classement pour la 5e place
- Place 7 à 12 : les 6 dernière équipes du tour principal sont départagées selon le nombre de points marqués puis selon la différence de but dans le tour principal
- Place 13 à 16 : les 3 dernière équipes du tour préliminaire sont départagées selon le nombre de points marqués puis selon la différence de but.

Classement de l'Euro 2014 selon les pays.

| Rang                       | Équipe     | J | G | N | P | Bp  | Bc  | Diff | Stade de la compétition | Qualifications*  |
| -------------------------- | ---------- | - | - | - | - | --- | --- | ---- | ----------------------- | ---------------- |
| Médaille d'or, Europe      | Norvège    | 8 | 7 | 0 | 1 | 225 | 192 | +33  | Tour final              | CM'15 (et JO'16) |
| Médaille d'argent, Europe  | Espagne    | 8 | 5 | 0 | 3 | 200 | 191 | +9   | Tour final              | JO'16            |
| Médaille de bronze, Europe | Suède      | 8 | 5 | 1 | 2 | 208 | 192 | +16  | Tour final              | TQO'16           |
| 4e                         | Monténégro | 8 | 5 | 0 | 3 | 196 | 187 | +9   | Tour final              | TQO'16           |
| 5e                         | France     | 7 | 5 | 1 | 1 | 168 | 150 | +18  | Tour final              |                  |
| 6e                         | Hongrie    | 7 | 3 | 1 | 3 | 178 | 172 | +6   | Tour final              |                  |
| 7e                         | Danemark   | 6 | 3 | 1 | 2 | 155 | 147 | +8   | Tour principal          |                  |
| 8e                         | Pays-Bas   | 6 | 2 | 1 | 3 | 161 | 158 | +3   | Tour principal          |                  |
| 9e                         | Roumanie   | 6 | 3 | 1 | 2 | 136 | 137 | -1   | Tour principal          |                  |
| 10e                        | Allemagne  | 6 | 2 | 1 | 3 | 164 | 165 | -1   | Tour principal          |                  |
| 11e                        | Pologne    | 6 | 1 | 0 | 5 | 136 | 162 | -26  | Tour principal          |                  |
| 12e                        | Slovaquie  | 6 | 1 | 0 | 5 | 129 | 167 | -38  | Tour principal          |                  |
| 13e                        | Croatie    | 3 | 1 | 0 | 2 | 83  | 83  | 0    | Premier tour            |                  |
| 14e                        | Russie     | 3 | 0 | 1 | 2 | 79  | 83  | -4   | Premier tour            |                  |
| 15e                        | Serbie     | 3 | 0 | 0 | 3 | 56  | 72  | -16  | Premier tour            |                  |
| 16e                        | Ukraine    | 3 | 0 | 0 | 3 | 68  | 89  | -21  | Premier tour            |                  |

* La Norvège, en tant que vainqueur, est qualifié pour le Championnat du monde 2015 et les Jeux olympiques 2016. La Norvège étant finalement qualifié pour les Jeux olympiques grâce au championnat du monde 2015 qu'elle a remporté un an plus tard, l'Espagne hérite de la place directement qualificative pour la Jeux olympiques. Par conséquent, les deux tickets pour les tournois de qualifications pour les Jeux olympiques 2016 sont attribués aux équipes classées à la 3e et à la 4e place, à savoir la Suède et le Monténégro.

## Statistiques et récompenses

### Équipe-type
L'équipe-type désignée à l'issue du tournoi est composée de, :
- Meilleure joueuse :  Isabelle Gulldén,
- Meilleure gardienne de but :  Silje Solberg
- Meilleure ailière gauche :  Maria Fisker
- Meilleure arrière gauche :  Cristina Neagu
- Meilleure demi-centre :  Kristina Kristiansen
- Meilleure pivot :  Heidi Løke
- Meilleure arrière droite :  Nora Mørk
- Meilleure ailière droite :  Carmen Martín
- Meilleure joueuse en défense :  Sabina Jacobsen

### Statistiques collectives
- Meilleure attaque :  Suède (29,75 buts par match)
- Moins bonne attaque :  Serbie (18,67 buts par match)
- Meilleure défense :  France (21,43 buts par match)
- Moins bonne défense :  Ukraine (29,67 buts par match)
- Plus grand nombre de buts inscrits sur un match :  Suède (39 buts)
- Plus petit nombre de buts encaissés sur un match :  France (16 buts)
- Moyenne de buts par match : 22,57 buts

### Statistiques individuelles
| Rang | Joueuse             | Équipe     | Buts | Tirs | %      | 7 m   | MJ | Moy. |
| ---- | ------------------- | ---------- | ---- | ---- | ------ | ----- | -- | ---- |
| 1    | Isabelle Gulldén    | Suède      | 58   | 89   | 65,2 % | 27/27 | 8  | 7,3  |
| 2    | Cristina Neagu      | Roumanie   | 49   | 97   | 50,5 % | 19/24 | 6  | 8,2  |
| 3    | Carmen Martín       | Espagne    | 46   | 65   | 70,8 % | 25/30 | 8  | 5,8  |
| 4    | Katarina Bulatović  | Monténégro | 44   | 86   | 51,2 % | 14/16 | 8  | 5,5  |
| 5    | Nora Mørk           | Norvège    | 41   | 69   | 59,4 % | 10/12 | 8  | 5,1  |
| 6    | Krisztina Triscsuk  | Hongrie    | 39   | 53   | 73,6 % | 23/25 | 7  | 5,6  |
| 7    | Nerea Pena          | Espagne    | 38   | 61   | 62,3 % | 7/9   | 8  | 4,8  |
| 8    | Alexandra Lacrabère | France     | 37   | 73   | 50,7 % | 8/10  | 7  | 5,3  |
| 9    | Heidi Løke          | Norvège    | 37   | 51   | 72,5 % | -     | 8  | 4,6  |
| 10   | Ida Odén            | Suède      | 36   | 58   | 62,1 % | -     | 8  | 4,5  |
| ...  |                     |            |      |      |        |       |    |      |
| 15   | Andrea Penezić      | Croatie    | 30   | 47   | 63,8 % | 10/11 | 3  | 10,0 |

| Rang | Joueuse            | Équipe     | %      | Arrêts | Tirs | MJ | Moy. |
| ---- | ------------------ | ---------- | ------ | ------ | ---- | -- | ---- |
| 1    | Silje Solberg      | Norvège    | 41,4 % | 94     | 227  | 8  | 11,8 |
| 2    | Paula Ungureanu    | Roumanie   | 40,4 % | 80     | 198  | 6  | 13,3 |
| 3    | Katja Schülke      | Allemagne  | 39,4 % | 56     | 142  | 6  | 9,3  |
| 4    | Éva Kiss           | Hongrie    | 38,3 % | 72     | 188  | 7  | 10,3 |
| 5    | Sandra Toft        | Danemark   | 38,0 % | 62     | 163  | 6  | 10,3 |
| 6    | Silvia Navarro     | Espagne    | 36,0 % | 89     | 247  | 8  | 11,1 |
| 7    | Amandine Leynaud   | France     | 35,7 % | 56     | 157  | 7  | 8,0  |
| 8    | Marina Vukčević    | Monténégro | 33,9 % | 21     | 62   | 8  | 2,6  |
| 9    | Marta Žderić       | Croatie    | 33,8 % | 27     | 80   | 3  | 9,0  |
| 10   | Katarina Tomašević | Serbie     | 33,3 % | 24     | 72   | 3  | 8,0  |

## Effectifs des équipes sur le podium

### Champion d'Europe:Norvège
L'Statistiques cumulées de la Norvège, championne d'Europe, est :
- Kari Aalvik Grimsbø
- Betina Riegelhuth
- Emilie Hegh Arntzen
- Veronica Kristiansen
- Ida Alstad
- Heidi Løke
- Karoline Dyhre Breivang
- Nora Mørk
- Stine Bredal Oftedal
- Silje Solberg
- Ida Bjørndalen Karlsson
- Emily Stang Sando
- Linn-Kristin Riegelhuth Koren
- Maja Jakobsen
- Camilla Herrem
- Sanna Solberg
- Pernille Wibe

Entraineur : Þórir Hergeirsson

### Vice-champion d'Europe:Espagne
L'Statistiques cumulées de l'Espagne, vice-championne d'Europe, est :
- Marta López
- Carmen Martín
- María Núñez
- Beatriz Fernández
- Marta Mangué
- Macarena Aguilar
- Silvia Navarro
- Elisabeth Chávez
- Elisabeth Pinedo
- Beatriz Escribano
- Nerea Pena
- Lara González Ortega
- Patricia Elorza
- Naiara Egozkue
- Ana Temprano (en)
- Alexandrina Cabral Barbosa

Entraineur : Jorge Dueñas (es)

### Troisième place:Suède
L'Statistiques cumulées de la Suède, médaillée de bronze, est :
- Johanna Bundsen
- Ulrika Ågren
- Hanna Fogelström
- Linn Blohm
- Jamina Roberts
- Louise Sand
- Filippa Idéhn
- Johanna Ahlm
- Linnea Torstenson
- Isabelle Gulldén
- Jessica Helleberg (en)
- Nathalie Hagman
- Sabina Jacobsen
- Ida Odén
- Jenny Alm
- Anna-Maria Johansson (en)

Entraineur : H. Thomsen et T. Sivertsson